# سان كارلوس (الفلبين)
سان كارلوس (بالإنجليزية: City of San Carlos) هي مدينة في الفلبين، تتبع نيغروس أوتشيدنتال، بلغ عدد سكانها 132,536  نسمة في 2015، تبلغ مساحتها 451.50 كيلومتر مربع، رمزها البريدي هو 6127.

## الموقع
تشترك في الحدود مع:
- Murcia, Negros Occidental [الإنجليزية]‏

## أعلام
- جيري بنيالوسا
- دودي بوي بينالوسا